# Ronde van Italië 2020/Derde etappe
De derde etappe van de Ronde van Italië 2020 werd verreden op 5 oktober tussen Enna en de Etna. 

## Etappeverloop
In de neutralisatie kwam Geraint Thomas ten val. Snel na de start ontstaat er een kopgroep van acht man: Bjerg, Caicedo, Campenaerts, Craddock, Holmes, Romano, Rumac en Visconti. Zij kregen snel de zegen van het peloton en hun voorsprong bedroeg maximaal vijf minuten. Geraint Thomas lostte in de afdaling naar de voet van de Etna na het kopwerk van Trek-Segafredo voor Vincenzo Nibali. 
In de beklimming werd vooral gereden door Trek-Segafredo en BORA-hansgrohe (voor Rafał Majka). Daardoor lostte ook Simon Yates uit het peloton. Voorop bleven Caicedo en Visconti over uit de kopgroep. Het peloton spatte uit elkaar na een demarrage van Wilco Kelderman en Harm Vanhoucke. Daarachter bleven vijf man over van het algemeen klassement: Fuglsang, Kruijswijk (zij het met moeite), Majka, Nibali en Pozzovivo. Zij kwamen echter niet tot bij Caicedo, die Visconti achterliet en solo de etappe won. João Almeida verlieoor een klein beetje tijd op de favorieten, maar nam de roze trui over van Filippo Ganna. Yates verloor ongeveer drie minuten op de favorieten en Thomas finishte op ruim elf minuten.

## Uitslagen
| Enna – Etna (150,0 km) |                      |                       |          |
| Plaats                 | Naam                 | Ploeg                 | Tijd     |
| 1                      | Jonathan Caicedo     | EF Education First    | 4u02'33" |
| 2                      | Giovanni Visconti    | Vini Zabù-KTM         | + 21"    |
| 3                      | Harm Vanhoucke       | Lotto Soudal          | + 30"    |
| 4                      | Wilco Kelderman      | Team Sunweb           | + 39"    |
| 5                      | Jakob Fuglsang       | Astana Pro Team       | + 51"    |
| 6                      | Rafał Majka          | BORA-hansgrohe        | z.t.     |
| 7                      | Vincenzo Nibali      | Trek-Segafredo        | z.t.     |
| 8                      | Jonathan Castroviejo | Team INEOS Grenadiers | z.t.     |
| 9                      | Domenico Pozzovivo   | NTT Pro Cycling       | z.t.     |
| 10                     | Steven Kruijswijk    | Team Jumbo-Visma      | + 56"    |

| Algemeen klassement |                    |                       |          |
| Plaats              | Naam               | Ploeg                 | Tijd     |
| Roze trui           | João Almeida       | Deceuninck–Quick-Step | 7u44'25" |
| 2                   | Jonathan Caicedo   | EF Education First    | z.t.     |
| 3                   | Peio Bilbao        | Bahrain McLaren       | + 37"    |
| 4                   | Wilco Kelderman    | Team Sunweb           | + 42"    |
| 5                   | Harm Vanhoucke     | Lotto Soudal          | + 53"    |
| 6                   | Vincenzo Nibali    | Trek-Segafredo        | + 55"    |
| 7                   | Domenico Pozzovivo | NTT Pro Cycling       | + 59"    |
| 8                   | Brandon McNulty    | UAE Team Emirates     | + 1'11"  |
| 9                   | Jakob Fuglsang     | Astana Pro Team       | + 1'13"  |
| 10                  | Steven Kruijswijk  | Team Jumbo-Visma      | + 1'15"  |

1e etappe ·
2e etappe ·
3e etappe ·
4e etappe ·
5e etappe ·
6e etappe ·
7e etappe ·
8e etappe ·
9e etappe ·
10e etappe ·
11e etappe ·
12e etappe ·
13e etappe ·
14e etappe ·
15e etappe ·
16e etappe ·
17e etappe ·
18e etappe ·
19e etappe ·
20e etappe ·
21e etappe
Startlijst · Eindstanden · Afbeeldingen